# The Hard Way (album de Steve Earle)
Pour les articles homonymes, voir The Hard Way.
Albums de Steve Earle
Copperhead Road
(1988) Shut Up and Die Like an Aviator
(1991)
Singles
1. The Other Kind
Sortie : mai 1990
2. Justice in Ontario
Sortie : août 1990

The Hard Way est le quatrième album studio de Steve Earle. Il est paru le 1er juillet 1990 sur le label MCA Records et a été produit par Steve Earle et Jon Hardy.
Cet album fut enregistré dans les studios Sound Emporium et Ardent à Memphis dans le Tennessee. Il se classa à la 100e place du Billboard 200 aux États-Unis et à la 14e place du Top Album au Canada où il fut certifié disque de platine.

## Fiche technique

### Liste des chansons
Toutes les chansons sont écrites et composées par Steve Earle, sauf indication contraire.
| No  | Titre                            | Auteur                                  | Durée |
| --- | -------------------------------- | --------------------------------------- | ----- |
| 1.  | The Other Kind                   |                                         | 5:09  |
| 2.  | Promise You Everything           | Steve Earle, Maria McKee, Patrick Suggs | 2:43  |
| 3.  | Esmeralda's Hollywood            | Steve Earle, Patrick McKee              | 5:38  |
| 4.  | Hopeless Romantics               |                                         | 2:43  |
| 5.  | This Highway's Mine (Roadmaster) |                                         | 3:53  |
| 6.  | Billy Austin                     |                                         | 6:13  |
| 7.  | Justice in Ontario               |                                         | 4:47  |
| 8.  | Have Mercy                       |                                         | 4:40  |
| 9.  | When the People Find Out         |                                         | 4:10  |
| 10. | Country Girl                     |                                         | 4:10  |
| 11. | Regular Guy                      |                                         | 3:15  |
| 12. | West Nashville Boogie            |                                         | 3:08  |
| 13. | Close Your Eyes                  |                                         | 4:43  |

### Musiciens
- Steve Earle : chant, guitare électrique et acoustique, mandoline, basse 6-cordes, mandoblaster, percussions, guitare synthétiseur sur Billy Austin, chœurs

The Dukes
- Bucky Baxter : pedal steel
- Ken Moore : orgue, synthétiseur, arrangement des cordes sur Esmeralda's Hollywood
- Zip Gibson : guitare électrique, chœurs
- Kelly Looney : basse, chœurs
- Graig Wright : batterie

Musiciens additionnels
- John Jarvis : piano
- Lester Snell : orgue sur When the People Find Out
- Patrick Earle : percussions
- Stacey Earle Mims : harmonie sur Promise You Everything
- William C. Brown, Susan Jerome, Patricia Snell : chœurs sur Close Your Eyes
- The Christ Missionary Baptist Church Choir of Memphis : chorale sur When the People Find Out

## Charts et certification
| Pays             | Durée du classement | Meilleur classement |
| ---------------- | ------------------- | ------------------- |
| Australie        | 5 semaines          | 28e                 |
| Canada           | 27 semaines         | 14e                 |
| États-Unis       | 9 semaines          | 100e                |
| Nouvelle-Zélande | 13 semaines         | 4e                  |
| Royaume-Uni      | 4 semaines          | 22e                 |
| Suède            | 2 semaines          | 34e                 |
| Suisse           | 2 semaines          | 40e                 |

| Pays   | Certification | Ventes    | Date       |
| ------ | ------------- | --------- | ---------- |
| Canada | Platine       | 100 000 + | 21/09/1990 |

### Chart single
| Date | Single             | Chart                  | durée du classement | Position |
| ---- | ------------------ | ---------------------- | ------------------- | -------- |
| 1990 | The Other Kind     | Mainstream Rock Tracks | 5 semaines          | 37e      |
| 1990 | The Other Kind     | RMNZ Singles Top40     | 1 semaine           | 42e      |
| 1990 | The Other Kind     | UK Singles Chart       | 3 semaines          | 88e      |
| 1990 | Justice in Ontario | UK Singles Chart       | 1 semaine           | 91e      |